# NGC 5859
NGC 5859 is een balkspiraalstelsel in het sterrenbeeld Ossenhoeder. Het hemelobject werd op 27 april 1788 ontdekt door de Duits-Britse astronoom William Herschel.

## Synoniemen
- UGC 9728
- MCG 3-39-5
- ZWG 106.7
- KCPG 455B
- IRAS 15052+1946
- PGC 54001